# Kanton Capdenac-Gare
Kanton Capdenac-Gare (francouzsky Canton de Capdenac-Gare) je francouzský kanton v departementu Aveyron v regionu Midi-Pyrénées. Tvoří ho 10 obcí.

## Obce kantonu
- Les Albres
- Asprières
- Balaguier-d'Olt
- Bouillac
- Capdenac-Gare
- Causse-et-Diège
- Foissac
- Naussac
- Salles-Courbatiès
- Sonnac